# Fastrada
Fastrada (... – Francoforte sul Meno, 10 ottobre 794) è stata la quarta moglie di Carlo Magno.

## Biografia
Era figlia di Rodolfo III di Franconia della stirpe dei Mattonidi e di Aéda di Baviera.
Sposò Carlo Magno nel 784 (pochi mesi dopo la morte della terza moglie del sovrano, Ildegarda) ed ebbero due figlie, Teodorada ed Iltrude. Il loro matrimonio durò 10 anni. Era franca in quanto figlia di un conte della Mosa e gli storici del tempo la descrivono come una donna di carattere simile a Berta, madre dell'imperatore. 
Fastrada morì nel 794 a Francoforte sul Meno, e le sue spoglie vennero deposte nell'abbazia di Sant'Albano a Magonza.
Dopo la morte di Fastrada Carlo Magno sposò Liutgarda, una nobile sveva.